# WTA Hamburg

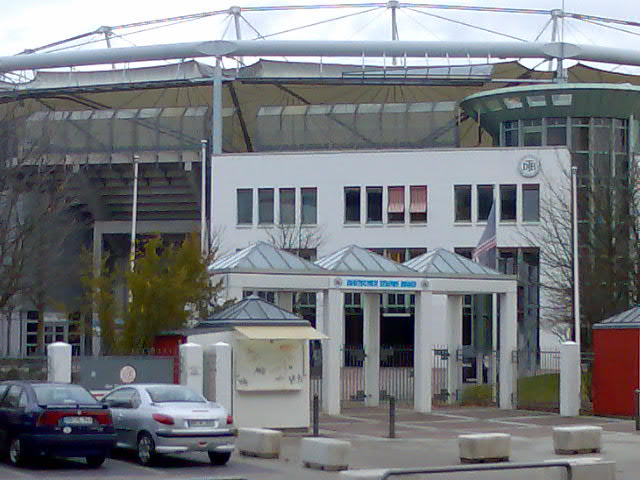
Tennisstadion Rotherbaum

Das WTA Hamburg (offiziell MSC Hamburg Ladies Open) ist ein Damentennisturnier, das in Hamburg ausgetragen wird.

## Geschichte
Erstmals wurden 1892 die Internationalen Tennismeisterschaften von Deutschland ausgetragen. Neben dem Herrenwettbewerb wurde seit 1896 ein Damenturnier veranstaltet. 1979 zogen die Internationalen Deutschen Meisterschaften der Damen nach Berlin (siehe WTA Berlin). Von 1982 bis 2002 war das Hamburger Damentennisturnier Teil der WTA Tour, danach wurde es nach Philadelphia verkauft.
Am 30. April 1993 wurde Monica Seles während ihrer Viertelfinalbegegnung gegen die Bulgarin Magdalena Maleewa von dem psychisch gestörten Günter Parche, einem deutschen Fan ihrer stärksten Kontrahentin Steffi Graf, beim Seitenwechsel in den Rücken gestochen.
Seit 2021 findet wieder ein WTA-Turnier in Hamburg statt, die Turnierlizenz erhielt man vom WTA-Turnier in Jūrmala in Lettland. Ort des Turniers war erneut der Rothenbaum. Ab 2024 sollte das Turnier ursprünglich im Hamburger Stadtpark beim THC von Horn und Hamm stattfinden. Das Lizenz wurde für 2024 jedoch einmalig nach Iași vergeben, ersatzweise fand das Turnier im Rahmen der WTA Challenger Series 2024 statt. 2025 soll das Turnier dann wieder im Rahmen der WTA Tour ausgetragen werden.
Seit 2021 ist Andrea Petkovic, die ehemalige Weltranglisten-Neunte, die Turnierbotschafterin der Hamburg European Open. In jenem Jahr war sie selbst noch aktiv und erreichte das Finale des Turniers. 
Offizielle Bezeichnungen des Turniers:
- 1896–1978: Internationale Tennismeisterschaften von Deutschland
- 1982: Casino Cup (in Hittfeld)
- 1983: Fila Europa Cup (in Hittfeld)
- 1987–1995: Citizen Cup
- 1996–1997: Rexona Cup
- 1998: Intersport Damen Grand Prix
- 1999–2002: Betty Barclay Cup
- 2021–2023: Hamburg European Open
- 2024: ECE Ladies Hamburg Open
- seit 2025: MSC Hamburg Ladies Open

## Siegerinnenliste

### Einzel

#### Internationale Tennismeisterschaften von Deutschland (1896–1978)
| Jahr                                                                        | Siegerin                 | Finalgegnerin           | Ergebnis       |
| --------------------------------------------------------------------------- | ------------------------ | ----------------------- | -------------- |
| 1896                                                                        | Maren Thomsen            | E. Lantzius             | 6:3, 6:2, 7:5  |
| 1897                                                                        | Blanche Hillyard         | Charlotte Cooper        | 6:3, 6:2, 6:2  |
| 1898–1901: Austragung der Deutschen Meisterschaften in Homburg vor der Höhe |                          |                         |                |
| 1902                                                                        | Mary Roß                 | Hilda Meyer             | 8:6, 6:0       |
| 1903                                                                        | Violet Pinckney          | Hilda Meyer             | 6:2, 6:1       |
| 1904                                                                        | Elsie Lane               | Lucie Bergmann          | 6:3, 6:0       |
| 1905                                                                        | Elsie Lane               | Käthe Krug              | 6:0, 6:1       |
| 1906                                                                        | Luise Berton             | M. Jewsbury             | 4:6, 6:3, 6:1  |
| 1907                                                                        | Margit Madarász          | Hedwig Neresheimer      | 7:5, 0:6, 6:2  |
| 1908                                                                        | Margit Madarász          | Rosamund Salusbury      | 2:6, 6:4, 6:0  |
| 1909                                                                        | Anita Heimann            | Mieken Rieck            | 6:4, 0:6, 6:4  |
| 1910                                                                        | Mieken Rieck             | Dora Köring             | 6:1, 6:3       |
| 1911                                                                        | Mieken Rieck             | Molla Bjurstedt         | 6:1, 4:6, 6:1  |
| 1912                                                                        | Dora Köring              | Anita Heimann           | 6:2, 6:2       |
| 1913                                                                        | Dora Köring              | Hedwig von Satzger      | 6:4, 6:4       |
| 1914–1919: ausgefallen wegen des Ersten Weltkrieges                         |                          |                         |                |
| 1920                                                                        | Ilse Friedleben          | Lilly („Dolly“) Vormann | 6:0, 6:0       |
| 1921                                                                        | Ilse Friedleben          | Daisy Uhl               | 9:7, 6:1       |
| 1922                                                                        | Ilse Friedleben          | Nelly Neppach           | 6:2, 6:1       |
| 1923                                                                        | Ilse Friedleben          | Nelly Neppach           | 2:6, 9:7: 7:5  |
| 1924                                                                        | Ilse Friedleben          | Nelly Neppach           | 6:2, 1:6: 6:3  |
| 1925                                                                        | Nelly Neppach            | Ilse Friedleben         | 2:6, 6:4, 10:8 |
| 1926                                                                        | Ilse Friedleben          | Nelly Neppach           | 5:7, 6:4: 6:2  |
| 1927                                                                        | Cilly Aussem             | Ilse Friedleben         | 6:3, 6:3       |
| 1928                                                                        | Daphne Akhurst           | Cilly Aussem            | 2:6, 6:0, 6:4  |
| 1929                                                                        | Paula von Reznicek       | Violet Chamberlain      | 6:2, 4:6, 6:0  |
| 1930                                                                        | Cilly Aussem             | Hilde Krahwinkel        | 6:2, 4:6, 6:0  |
| 1931                                                                        | Cilly Aussem             | Irmgard Rost            | 6:1, 6:2       |
| 1932                                                                        | Louise („Lolette“) Payot | Hilde Krahwinkel        | 6:2, 1:6, 6:4  |
| 1933                                                                        | Hilde Krahwinkel         | Sylvia Henrotin         | 6:2, 6:1       |
| 1934                                                                        | Hilde Sperling           | Cilly Aussem            | 6:2, 6:3       |
| 1935                                                                        | Hilde Sperling           | Cilly Aussem            | 9:7, 6:0       |
| 1936: ausgefallen wegen der Olympischen Spiele in Berlin                    |                          |                         |                |
| 1937                                                                        | Hilde Sperling           | Marie Luise Horn        | 4:6, 6:2, 6:2  |
| 1938                                                                        | Hilde Sperling           | Margot Lumb             | 6:4, 6:1       |
| 1939                                                                        | Hilde Sperling           | Hella Kovač             | 6:0, 6:1       |
| 1940–1947: ausgefallen wegen des Zweiten Weltkrieges                        |                          |                         |                |
| 1948                                                                        | Ursula Rosenow           | Inge Pohmann            | 6:2, 8:6       |
| 1949                                                                        | María Weiss              | Inge Pohmann            | 6:2, 6:8, 9:7  |
| 1950                                                                        | Dorothy Head             | Utti Heidtmann          | 6:3, 6:0       |
| 1951                                                                        | Nancye Bolton            | María Weiss             | 6:3, 6:3       |
| 1952                                                                        | Dorothy Head             | Erika Vollmer           | 6:1, 6:3       |
| 1953                                                                        | Dorothy Knode            | Joy Mottram             | 6:0, 4:6, 6:4  |
| 1954                                                                        | Joy Mottram              | Inge Pohmann            | 2:6, 7:5, 6:2  |
| 1955                                                                        | Beryl Penrose            | Erika Vollmer           | 6:4, 6:4       |
| 1956                                                                        | Thelma Long              | Silvana Lazzarino       | 7:5, 6:2       |
| 1957                                                                        | Yola Ramírez             | Rosa Reyes              | 7:5, 6:3       |
| 1958                                                                        | Lorraine Coghlan         | Shirley Bloomer         | 6:4, 7:5       |
| 1959                                                                        | Edda Buding              | Zsuzsa Körmöczy         | kampflos       |
| 1960                                                                        | Sandra Reynolds          | Maria Esther Bueno      | 7:5, 8:6       |
| 1961                                                                        | Sandra Reynolds          | Yola Ramírez            | 5:7, 7:5, 6:1  |
| 1962                                                                        | Sandra Price-Reynolds    | Ann Haydon              | 4:6, 6:3, 7:5  |
| 1963                                                                        | Renée Schuurman          | Lesley Turner           | 6:4, 1:6, 6:3  |
| 1964                                                                        | Margaret Smith           | Maria Esther Bueno      | 6:1, 6:4       |
| 1965                                                                        | Margaret Smith           | Edda Buding             | 6:2, 6:3       |
| 1966                                                                        | Margaret Smith           | Maria Esther Bueno      | 8:6, 6:3       |
| 1967                                                                        | Françoise Dürr           | Lesley Turner           | 6:4, 6:4       |
| 1968                                                                        | Annette du Plooy         | Judy Tegart             | 6:1, 7:5       |
| 1969                                                                        | Judy Tegart              | Helga Nissen            | 6:3, 6:4       |
| 1970                                                                        | Helga Hösl-Schultze      | Helga Nissen            | 6:3, 6:3       |
| 1971                                                                        | Billie Jean King         | Helga Masthoff          | 6:3, 6:2       |
| 1972                                                                        | Helga Masthoff           | Linda Tuero             | 6:3, 3:6, 8:6  |
| 1973                                                                        | Helga Masthoff           | Pat Walkden-Pretorius   | 6:4, 6:1       |
| 1974                                                                        | Helga Masthoff           | Martina Navrátilová     | 6:4, 5:7, 7:3  |
| 1975                                                                        | Renata Tomanova          | Kazuko Sawamatsu        | 7:6, 5:7, 10:8 |
| 1976                                                                        | Sue Barker               | Renata Tomanová         | 6:3, 6:1       |
| 1977                                                                        | Laura duPont             | Heidi Eisterlehner      | 6:1, 6:4       |
| 1978                                                                        | Mima Jausovec            | Virginia Ruzici         | 6:2, 6:3       |

#### WTA Hamburg (1982–)
| Jahr                                      | Siegerin                | Finalgegnerin           | Ergebnis      |
| ----------------------------------------- | ----------------------- | ----------------------- | ------------- |
| 1982                                      | Lisa Bonder             | Renáta Tomanová         | 6:3, 6:2      |
| 1983                                      | Andrea Temesvári        | Eva Pfaff               | 6:4, 6:2      |
| 1984–1986: ausgefallen                    |                         |                         |               |
| 1987                                      | Steffi Graf             | Isabel Cueto            | 6:2, 6:2      |
| 1988                                      | Steffi Graf             | Katerina Maleewa        | 6:4, 6:2      |
| 1989                                      | Steffi Graf             | Jana Novotná            | kampflos      |
| 1990                                      | Steffi Graf             | Arantxa Sánchez Vicario | 5:7, 6:0, 6:1 |
| 1991                                      | Steffi Graf             | Monica Seles            | 7:5, 6:7, 6:3 |
| 1992                                      | Steffi Graf             | Arantxa Sánchez Vicario | 7:6, 6:2      |
| 1993                                      | Arantxa Sánchez Vicario | Steffi Graf             | 6:3, 6:3      |
| 1994                                      | Arantxa Sánchez Vicario | Steffi Graf             | 4:6, 7:6, 7:6 |
| 1995                                      | Conchita Martínez       | Martina Hingis          | 6:1, 6:0      |
| 1996                                      | Arantxa Sánchez Vicario | Conchita Martínez       | 4:6, 7:6, 6:0 |
| 1997                                      | Iva Majoli              | Ruxandra Dragomir       | 6:3, 6:2      |
| 1998                                      | Martina Hingis          | Jana Novotná            | 6:3, 7:5      |
| 1999                                      | Venus Williams          | Mary Pierce             | 6:0, 6:3      |
| 2000                                      | Martina Hingis          | Arantxa Sánchez Vicario | 6:3, 6:3      |
| 2001                                      | Venus Williams          | Meghann Shaughnessy     | 6:3, 6:0      |
| 2002                                      | Kim Clijsters           | Venus Williams          | 1:6, 6:3, 6:4 |
| von 2003 bis 2020 fand kein Turnier statt |                         |                         |               |
| ↓ Kategorie: 250 ↓                        |                         |                         |               |
| 2021                                      | Elena-Gabriela Ruse     | Andrea Petković         | 7:66, 6:4     |
| 2022                                      | Bernarda Pera           | Anett Kontaveit         | 6:2, 6:4      |
| 2023                                      | Arantxa Rus             | Noma Noha Akugue        | 6:0, 7:63     |
| ↓ Kategorie: Challenger ↓                 |                         |                         |               |
| 2024                                      | Anna Bondár             | Arantxa Rus             | 6:4, 6:2      |
| ↓ Kategorie: 250 ↓                        |                         |                         |               |
| 2025                                      | Loïs Boisson            | Anna Bondár             | 7:5, 6:3      |

### Doppel
| Jahr                                      | Siegerinnen                                     | Finalgegnerinnen                           | Ergebnis         |
| ----------------------------------------- | ----------------------------------------------- | ------------------------------------------ | ---------------- |
| 1982                                      | Elizabeth Ekblom Lena Sandin                    | Pat Medrado Claudia Monteiro               | 7:6, 6:3         |
| 1983                                      | Bettina Bunge Claudia Kohde-Kilsch              | Ivanna Madruga-Osses Catherine Tanvier     | 7:5, 6:4         |
| 1984–1986: ausgefallen                    |                                                 |                                            |                  |
| 1987                                      | Claudia Kohde-Kilsch Jana Novotná               | Natalia Bykova Leila Mes’chi               | 7:6, 7:6         |
| 1988                                      | Jana Novotná Tine Scheuer                       | Andrea Betzner Judith Wiesner              | 6:4, 6:2         |
| 1989                                      | Isabelle Demongeot Nathalie Tauziat             | Jana Novotná Helena Suková                 | kampflos         |
| 1990                                      | Gigi Fernández Martina Navratilova              | Laryssa Sawtschenko Helena Suková          | 6:2, 6:3         |
| 1991                                      | Jana Novotná Laryssa Sawtschenko                | Arantxa Sánchez Vicario Helena Suková      | 7:5, 6:1         |
| 1992                                      | Steffi Graf Rennae Stubbs                       | Manon Bollegraf Arantxa Sánchez Vicario    | 4:6, 6:3, 6:4    |
| 1993                                      | Steffi Graf Rennae Stubbs                       | Larisa Neiland Jana Novotná                | 6:4, 7:65        |
| 1994                                      | Jana Novotná Arantxa Sánchez Vicario            | Jewgenija Manjukowa Leila Mes’chi          | 6:3, 6:2         |
| 1995                                      | Gigi Fernández Martina Hingis                   | Conchita Martínez Patricia Tarabini        | 6:2, 6:3         |
| 1996                                      | Arantxa Sánchez Vicario Brenda Schultz-McCarthy | Gigi Fernández Martina Hingis              | 4:6, 7:6, 6:4    |
| 1997                                      | Anke Huber Mary Pierce                          | Ruxandra Dragomir Iva Majoli               | 2:6, 7:6, 6:2    |
| 1998                                      | Barbara Schett Patty Schnyder                   | Martina Hingis Jana Novotná                | 7:63, 3:6, 6:3   |
| 1999                                      | Larisa Neiland Arantxa Sánchez Vicario          | Amanda Coetzer Jana Novotná                | 6:2, 6:1         |
| 2000                                      | Anna Kurnikowa Natallja Swerawa                 | Nicole Arendt Manon Bollegraf              | 6:75, 6:2, 6:4   |
| 2001                                      | Cara Black Jelena Lichowzewa                    | Květa Hrdličková Barbara Rittner           | 6:2, 4:6, 6:2    |
| 2002                                      | Martina Hingis Barbara Schett                   | Daniela Hantuchová Arantxa Sánchez Vicario | 6:1, 6:1         |
| von 2003 bis 2020 fand kein Turnier statt |                                                 |                                            |                  |
| ↓ Kategorie: 250 ↓                        |                                                 |                                            |                  |
| 2021                                      | Jasmine Paolini Jil Teichmann                   | Astra Sharma Rosalie van der Hoek          | 6:0, 6:4         |
| 2022                                      | Sophie Chang Angela Kulikov                     | Miyu Katō Aldila Sutjiadi                  | 6:3, 4:6, [10:6] |
| 2023                                      | Anna Danilina Alexandra Panowa                  | Miriam Kolodziejová Angela Kulikov         | 6:4, 6:2         |
| ↓ Kategorie: Challenger ↓                 |                                                 |                                            |                  |
| 2024                                      | Anna Bondár Kimberley Zimmermann                | Arantxa Rus Nina Stojanović                | 5:7, 6:3, [11:9] |
| ↓ Kategorie: 250 ↓                        |                                                 |                                            |                  |
| 2025                                      | Nadija Kitschenok Makoto Ninomiya               | Anna Bondár Arantxa Rus                    | 6:4, 3:6, [11:9] |